# 南港大橋

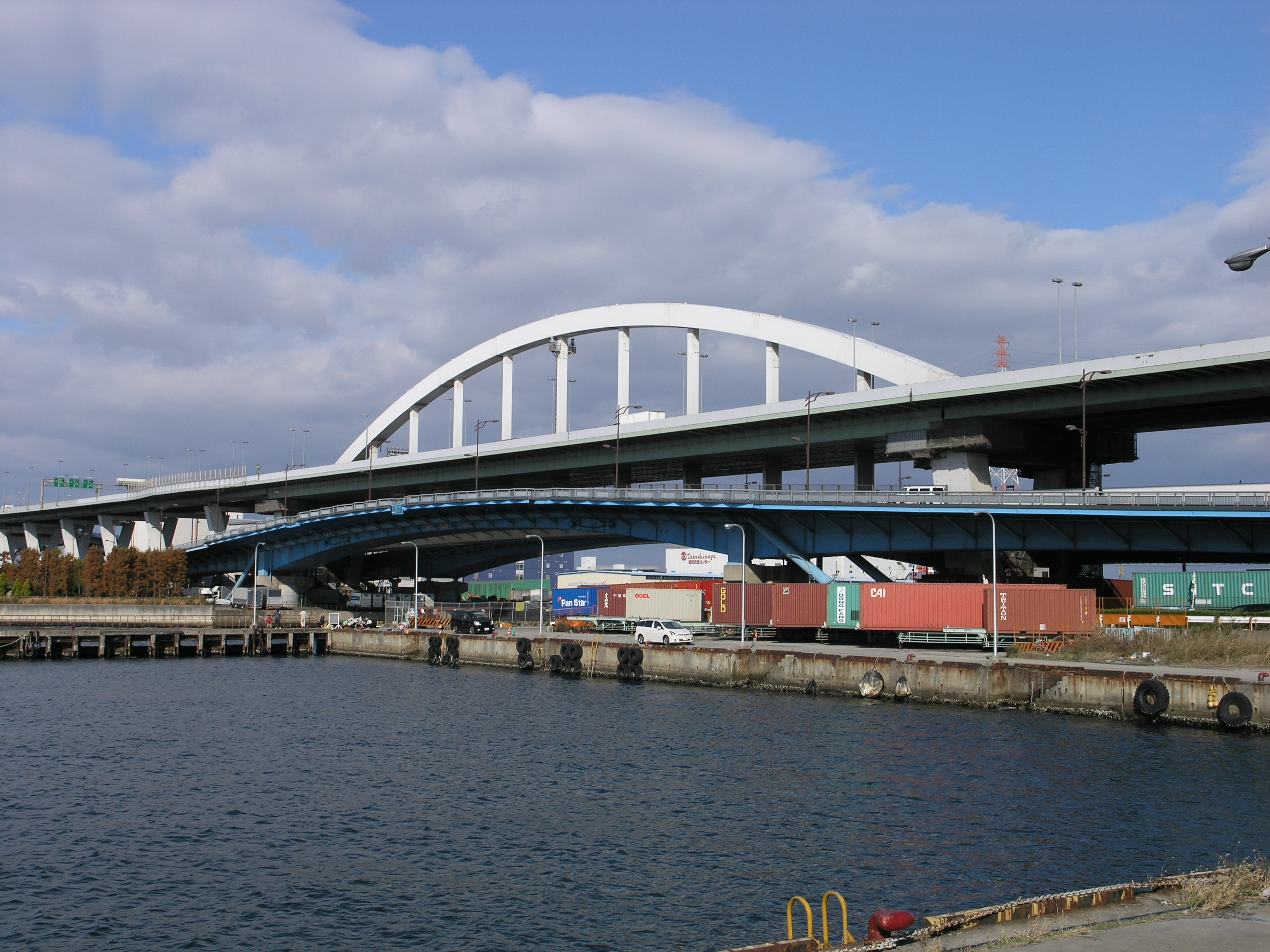
南港大橋・大阪南港東高架橋

南港大橋（なんこうおおはし）は、大阪府大阪市住之江区南港にある南港水路を跨ぐ橋である。
大阪南港東高架橋（おおさかなんこうひがしこうかきょう）についても記述する。

## 概要
住之江区南港中3丁目・南港東5丁目と南港南2丁目・南港東4丁目の間を結んでいる。
橋の中央部には阪神高速4号湾岸線とニュートラム南港ポートタウン線が通っているため、北行き車線と南行き車線が分離している。どちらも、片側4車線の道路となっている。
架橋地が埋め立て地であるため、地盤が軟弱であり、基礎工事は困難を極めた。整地用のブルドーザーが一夜で地中に埋まってしまい、盗難騒ぎになった逸話がある。
一方、大阪南港東高架橋は、すでに架橋された南港大橋の間を通すため、単弦ローゼ橋を採用し、さらに下側に鉄道橋（ニュートラム線）を吊り下げた珍しい構造となっている。

### 主要諸元
南港大橋
- 路線名：南港第1号線（大阪市港湾局管理）
- 架橋年：昭和44年（1969年）-（東側）、昭和49年（1974年）-（西側）
- 形式：三径間ゲルバー桁橋
- 橋長：63.1m
- 幅員：27m （片側）

大阪南港東高架橋
- 路線名：阪神高速4号湾岸線（阪神高速道路株式会社管理）-（上部）、Osaka Metro南港ポートタウン線（大阪市高速電気軌道管理）-（下部）
- 架橋年：昭和55年（1980年）
- 形式：下路式単弦ローゼ橋
- 橋長：166m
- 幅員：30m
- 昭和55年度土木学会田中賞受賞